# Stefan Bolesław Perzyński
Stefan Bolesław Perzyński (ur. 10 sierpnia 1881 w Opocznie, zm. 25 lipca 1941 w KL Auschwitz) – polski adwokat, polityk, w latach 1928–1935 senator II RP oraz prezes AZS.

## Życiorys
Ukończył gimnazjum w Białej Podlaskiej. Studia prawnicze odbył na Uniwersytecie Jagiellońskim oraz na uniwersytecie w Warszawie, skąd został relegowany. Ostatecznie skończył prawo w 1907 w Odessie. W 1912 uzyskał uprawnienia adwokackie. W czasie I wojny zmobilizowany do armii rosyjskiej od 1916 w Brygadzie Strzelców Polskich, od 1917 komisarz Naczelnego Polskiego Komitetu Wojskowego przy 1 Dywizji Strzelców I Korpusu Wschodniego. Ochotnik w czasie wojny 1920. Odznaczony Krzyżem Walecznych, w 1932 Krzyżem Niepodległości. W niepodległej Polsce zatrudniony w prokuraturze Sądu Okręgowego w Warszawie. W 1922 kandydował bezskutecznie z listy PSL „Wyzwolenie” do Sejmu. Mandat senatora uzyskał w 1928 oraz ponownie w 1930 z listy nr 1 BBWR w okręgu wyborczym nr 2 z Warszawy. Współzałożyciel Stowarzyszenia Rezerwistów i byłych Wojskowych do 1935 wiceprezes. W latach 1929–1931 prezes AZS. W 1936 został wybrany do Zarządu Głównego Polskiego Towarzystwa Opieki nad Grobami Bohaterów.
Po wybuchu II wojny pozostał w Warszawie. 2 lipca 1940 aresztowany przez gestapo z grupą 47 adwokatów, osadzony na Pawiaku, wywieziony w pierwszym transporcie do Auschwitz (numer obozowy 2218), gdzie został zamordowany. Był żonaty, jego syn Maciej (1907–1977) także był adwokatem, żołnierzem AK (pseud. Pirat) oraz międzynarodowym ekspertem filatelistycznym.